# Pontus Alexander Ludwig Brevern-de la Gardie

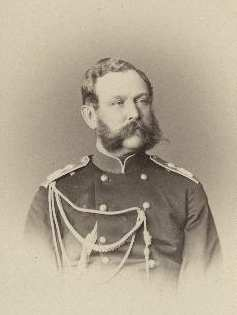
Pontus Alexander Ludwig Graf Brevern-de la Gardie

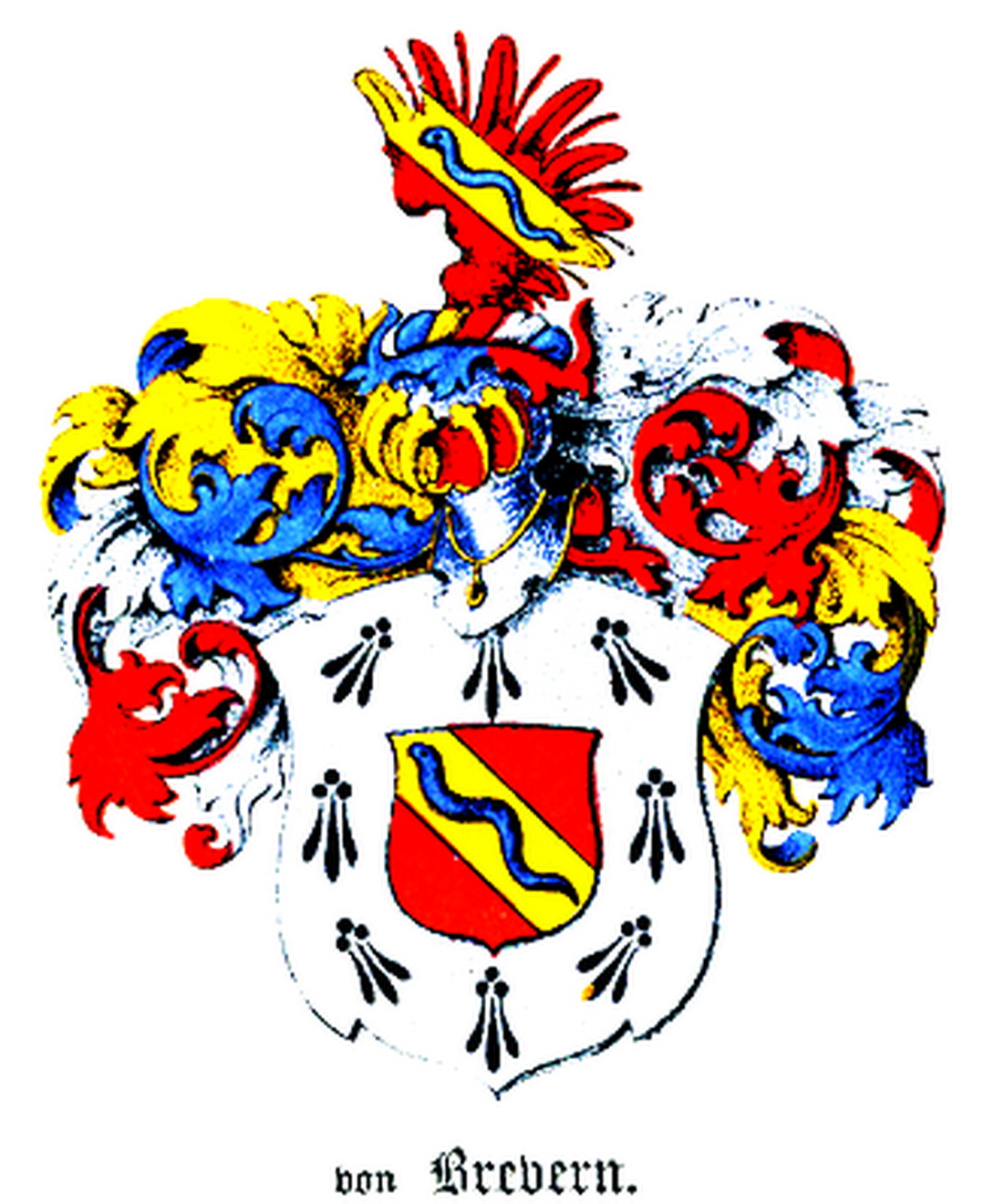
Wappen derer von Brevern

Pontus Alexander Ludwig Graf Brevern-de la Gardie (russisch Александр Иванович граф Бреверн де Лагарди Aleksandr Iwanowitsch Brewern de Lagardi; * 4. Januar 1814 in Kostifer, Estland; † 20. März 1890 in Hapsal (Estland)) war ein deutsch-baltischer Adelsmann, schwedischer Graf, russischer General und Mitglied des russischen Staatsrates. Er stammte aus dem Adelsgeschlecht der Brevern, deren Ursprung bis in das 16. Jahrhundert zurück reicht.

Stammwappen De la Gardie

## Herkunft
Seine Großeltern waren Heinrich Johann von Brevern (1749–1803) und Anna Elisabeth geb. Staël von Holstein, seine Eltern waren Heinrich Johann von Brevern auf Kostifer (1775–1850), ein Sohn des Heinrich Johann von Brevern und die ehemalige Hofdame Maria De la Gardie, mit der er in zweiter Ehe verheiratet war.

### Adelsgeschlecht de la Gardie
Die De la Gardie sind ein schwedisches, seit 1625 gräfliches, Adelsgeschlecht französischer Abstammung, das im 17. Jahrhundert bis in die höchsten Adelskreise und Staatsämter aufstieg und Schweden entscheidend prägte. In Ermangelung eines männlichen Erben wurde die Primogenitur auf Pontus Alexander übertragen, der somit ab 1852 zum Graf Brevern-de la Gardie avancierte.

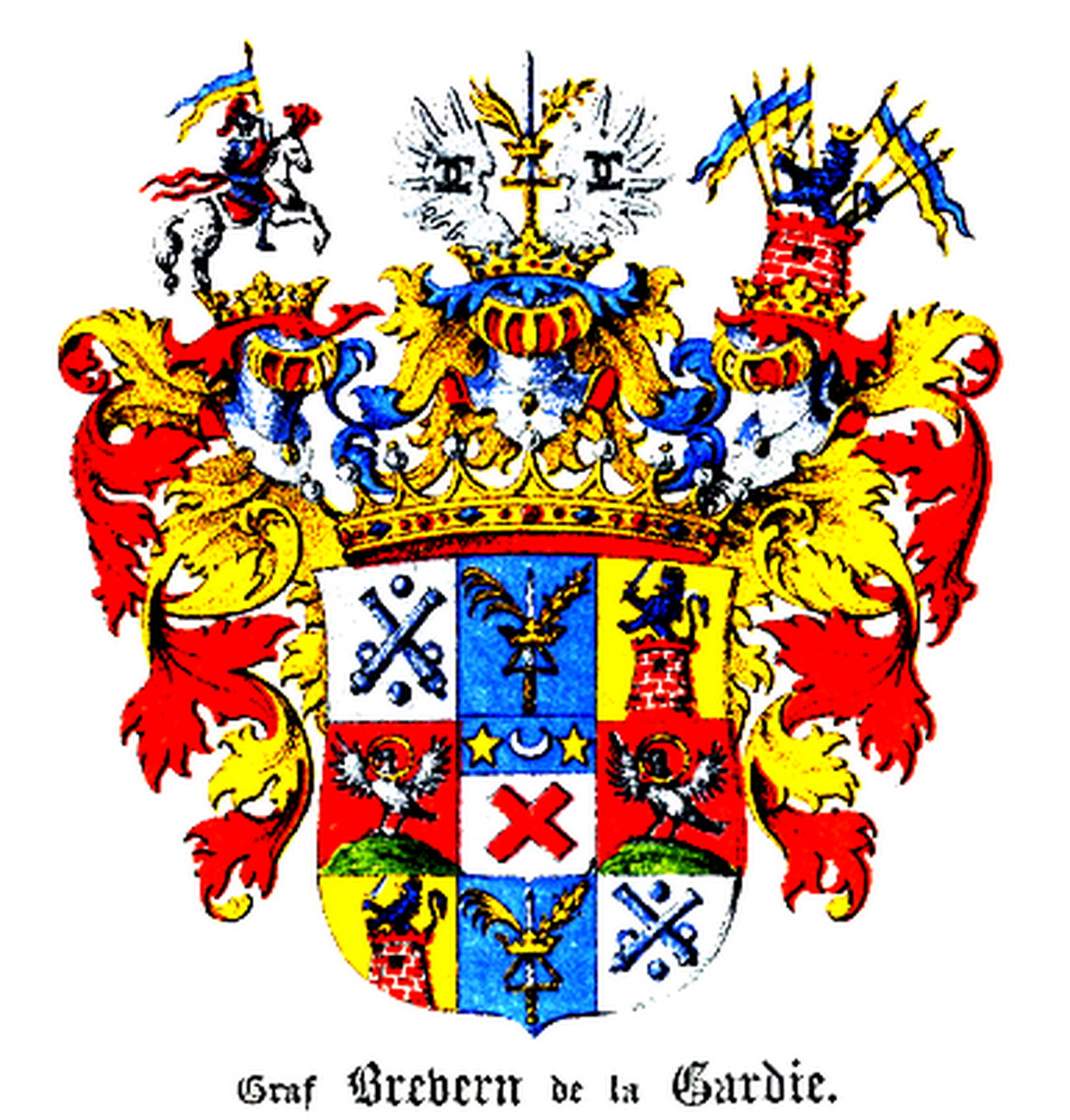
Wappen des Grafen Pontus Alexander Ludwig von Brevern-de la Gardie

### Stammtafel de la Gardie (auszugsweise)
- Axel Julius De la Gardie  (1637–1710); verh. mit Sofia Juliana Baronin Forbus (1649–1701)
  - Magnus Julius De La Gardie  (1668–1741); verh. mit Hedvig Catharina, Gräfin Lillie (* 1695)
    - Karl Julius De La Gardie  (1728–1786); verh. mit Magdalena Christina Stenbock (* 1729)
      - Magnus Jakob De La Gardie  (1753–1802); verh. mit Ottilia von Peetz (* 1756)
        - Maria De La Gardie (1786–1876); verh. mit Heinrich Johann von Brevern auf Kostifer (1775–1850)
          - Pontus Alexander Ludwig von Brevern-de la Gardie

        - Karl Magnus De La Gardie (1788–1856);  verh. mit Lucie Sternberg, die Ehe blieb ohne Nachkommen.

## Leben
Seinen Militärdienst begann Pontus Alexander Ludwig von Brevern-de la Gardie auf der Michael-Artillerieschule (russisch Михайловское артиллерийское училище) in Sankt Petersburg. In der späteren Militärakademie der Artillerie durchlief er mehrere Offizierslehrgänge und erhielt 1831 das Offizierspatent. 1834 wurde er zur reitenden Garde-Artillerie versetzt und wurde 1844 zum Oberst befördert. Im Jahre 1851 wurde er Kommandeur des Chevalier-Garde-Regiments und 1852 zum Generalmajor befördert. Seit 1855 war er General im kaiserlichen Gefolge (General à la suite) des Zaren Nikolaus I. (1825–1855) und wurde 1856 zum Generaladjutanten des Zaren ernannt. Nach seiner Beförderung zum Generalleutnant übernahm er das Kommando über die 1. Garde-Kavallerie-Division. Es folgte 1862 die Ernennung zum Stabschef des selbständigen Gardekorps, nach dessen Auflösung 1864 wurde er Stabschef der Gardetruppen und der Truppen im Militärbezirk Sankt Petersburg. Von 1865 bis 1869 war er Oberbefehlshaber im Militärbezirk Charkow und wurde 1869 erneut General à la suite bei Zar Alexander II. (1855–1881). Danach übernahm er bis 1888 das Oberkommando im Militärbezirk Moskau und nach seinem Abschied aus der kaiserlich-russischen Armee wurde er Mitglied des Staatsrates.

## Auszeichnungen
- 1839: Roter Adlerorden (Preußen), 3. Klasse
- 1841: Orden des Heiligen Stanislaus, 3. Klasse
- 1848/49: Russischer Orden der Heiligen Anna  2. Klasse
- 1852: Ritter des Johanniterorden (Brandenburg)
- 1857: Orden des Heiligen Stanislaus, 1. Klasse
- 1859: Russischer Orden der Heiligen Anna, 1. Klasse
- 1862: Orden des Heiligen Wladimir, 2. Klasse
- 1867: Kaiserlich-Königlicher Orden vom Weißen Adler
- 1881/83: Alexander-Newski-Orden
- 1883: Orden Danilos I. für die Unabhängigkeit (Montenegro)
- 1884: St. Alexander-Orden (Bulgarien), 1. Klasse
- 1887: Orden des Heiligen Wladimir, 1. Klasse

## Familie und Nachkommen
Pontus Alexander heiratete 1854 die Hofdame Maria Alexandrowna Wojeikow (ru: Мария Александровна Воейкова), * 11. Juni 1828; † 18. Oktober 1906 in Sankt Petersburg. Die Nachkommen schreiben sich Graf/Gräfin Brevern de la Gardie:
- Nikolai Graf Brevern de la Gardie, * 10. Februar 1856; † 26. Juni 1929 in Nizza (Frankreich); verh. mit Anna Sergejewna Uschakow, * 1856
- Maria Gräfin Brevern de la Gardie, * 5. Oktober 1857; † 22. September 1915
- Katharina Gräfin Brevern de la Gardie, * 29. September 1859; † 1920
- Olga Gräfin Brevern de la Gardie, * 25. Juli 1861; † 27. Oktober 1882
- Woldemar Graf Brevern de la Gardie, * 11. Oktober 1862; † 2. April 1864

Alle fünf Kinder blieben kinderlos.